# Gárate (apellido)
Casa noble de origen guipuzcoano  (español)

## Origen y ubicación
Apellido noble y de origen de una casa noble española está de origen guipuzcoano y navarro. Hubo dos casas nobles de gran importancia y antigüedad en Elgóibar (Guipúzcoa), la de yuso y la de suso (de abajo y de arriba), y otra también de notable antigüedad en el valle del Roncal (Navarra).
De la casa noble  solar de Gárate de yuso desciende la extensa rama establecida en Azcoitia (Guipúzcoa) desde principios del siglo XV, y que posteriormente se expandió por otras localidades de la misma provincia, y en Vizcaya, Cantabria, Burgos, Palencia, La Rioja, Soria, Zaragoza, Asturias, La Coruña, Lugo, Madrid, Barcelona, Valencia y otras muchas provincias españolas.
Existió asimismo una importante presencia familiar en la provincia de Álava, especialmente en la localidad de Llodio, de donde desciende una extensa rama establecida en el estado de Tamaulipas (México) y en Argentina.
También hay ramas muy antiguas establecidas en Begíjar (Jaén), Huerta de Rey (Burgos), Ferrol (La Coruña) y Zaragoza.
En la provincia de Navarra, hubo presencia de familias nobles de este apellido en los valles del Roncal (especialmente en Burgui y Roncal) y en la zona del valle del Baztán (Oronoz, Sumbilla, Donamaria, Almandoz, Ituren, Narvarte y otras muchos pueblos), y en las localidades de Uxue, Tudela, Pamplona, Lumbier, Arguedas, Cadreita, Abaurrea Alta, Liébana, etc.
Muchas familias de este apellido se establecieron en América, y en la actualidad hay una notable presencia del mismo en México, Perú, Ecuador, Chile, Argentina, Estados Unidos, Venezuela y Bolivia.
El mayor número de familias GÁRATE residen actualmente, y por este orden, en Chile, España, Ecuador y Argentina.

## Escudos
- BLASÓN DE LA CASA SOLAR DE GÁRATE DE SUSO - ELGÓIBAR (GUIPÚZCOA)

En campo de azur, dos chevrones de oro. Este mismo blasón utilizaron también algunas ramas de la familia en Azcoitia, como procedentes de la Casa de Gárate de suso, en Elgóibar (Guipúzcoa). 
- BLASÓN UTILIZADO POR ALGUNAS FAMILIAS DEL LINAJE DE GÁRATE PROCEDENTES DE LA CASA SOLAR DE GÁRATE DE SUSO. ELGÓIBAR Y AZCOITIA(GUIPÚZCOA)

De oro, con dos chevrones de sinople, acompañados de tres estrellas de gules, dos en lo alto y una en punta. Este mismo blasón fue utilizado por algunas ramas de la familia establecidas en Azcoitia, como descendientes de la Casa de Gárate de suso, en Elgóibar. 
- OTRO BLASÓN UTILIZADO POR ALGUNAS FAMILIAS DEL LINAJE DE GÁRATE PROCEDENTES DE LA CASA DE GÁRATE DE SUSO, EN ELGÓIBAR Y AZCOITIA (GUIPÚZCOA)

En campo de azur, dos chevrones de sinople, perfilados de oro. 
- BLASÓN DE LA CASA SOLAR DE GÁRATE DE YUSO, EN ELGÓIBAR Y EN AZCOITIA (GUIPÚZCOA)

De oro, con un roble de sinople y un lobo de su color, lampasado de gules y atravesado al tronco. Este mismo blasón utilizaron también algunas ramas de la familia Gárate de Azcoitia, como descendientes de la casa solar de Gárate de yuso, en Elgóibar. 
- BLASÓN DE LA CASA SOLAR DE GÁRATE EN MURUGARREN (NAVARRA)

En campo de gules, una banda de plata, cargada de una cotiza de gules, y acompañada de dos aguiletas de oro, una a cada lado. 
- BLASÓN DE LA CASA SOLAR DE GÁRATE EN MENDIONDO - URDÚLIZ (VIZCAYA)

Un jabalí, y detrás de él, un cazador a caballo que le tira una lanza (Según descripción de Miguel de Salazar, en la que se omiten los esmaltes). 
- BLASÓN UTILIZADO POR OTRAS RAMAS DEL LINAJE DE GÁRATE

En azur, un toro de oro, echado sobre terraza de sinople. 
- BLASÓN UTILIZADO POR UNA DE LAS RAMAS DEL LINAJE DE GÁRATE EN GUIPÚZCOA - 1857

En oro, un sol de gules en jefe, y debajo dos lirios de azur y una rosa en medio, atados con una cinta de gules. Este blasón corresponde a una de las ramas de la familia Gárate de Guipúzcoa, según una certificación dada en Madrid en 1857.